# Jelica Vazzaz
Jelica Helena Zoe Vazzaz, slovenska gimnastičarka, trenerka, sodnica in pedagoginja, * 5. avgust 1914, † 15. junij 2007.
Jelica Vazzaz je začela gimnastiko trenirati pri šestih letih, leta 1930 pa je že nastopila v ženski vrsti pod vodstvom Milice Šepa. Nastopila je na vsesokolskem zletu Sokola Kraljevine Jugoslavije v Beogradu. Bila je uspešna naraščajnica in nato članica ter vseskozi članica ženske vrste Ljubljanskega Sokola. Z ekipo Ljubljanskega Sokola je osvojila prvo mesto v tekmovanju za zastavo kraljice Marije, največjem tekmovanju v kraljevini Jugoslaviji, leta 1938 pa je na gimnastičnem svetovnem prvenstvu v Pragi z ekipo osvojila drugo mesto. Vazzazova je bila tudi prva slovenska študentka strokovnega študija na takratni višji šoli za telesno kulturo v Beogradu. Študij je zaradi izbruha druge svetovne vojne prekinila in se priključila OF. Med vojno je bila ujeta in internirana v koncentracijsko taborišče Ravensbrueck. Študij je končala leta 1945, po vrnitvi v domovino in je tako postala najbolj izobražena Slovenka na telesno kulturnem področju.
Ob prenehanju tekmovalne kariere se je posvetila trenerskemu delu in je najprej delovala na področju ženske športne gimnastike. Kot trenerka je vodila telovadke na olimpijskih igrah 1948 in 1960, na svetovnih prvenstvih 1950, 1958, 1962 in 1966 in evropskem prvenstvu 1969. Na svetovnem prvenstvu leta 1970 v Ljubljani je bila vodja ženskega dela tekmovanja.
Kasneje je postala ustanoviteljica sekcije ritmične gimnastike v Sloveniji, bila pa je tudi dolgoletna članica športnega društva z najdaljšo tradicijo v Sloveniji ŠD Narodni dom in članica Kluba za ritmično gimnastiko Narodni dom Ljubljana ter Kluba za športno ritmično gimnastiko Šiška. Med letoma 1953 in 1979, ko se je upokojila, je bila profesorica na Fakulteti za šport in tudi prodekanica za študentske zadeve. 

## Nagrade
Vazzazova je leta 1979 dobila državno odlikovanje red dela z rdečo zastavo. Za svoje delo je leta 1965 kot prva ženska prejela Bloudkovo nagrada, leta 2006 pa častno listino OKS za življenjsko delo.